# L'Almeria
L'Almeria és una òpera en tres actes composta per Gian Francesco de Majo sobre un llibret italià de Marco Coltellini. S'estrenà al Teatro San Sebastiano de Livorno el carnestoltes de 1761.
A Catalunya s'estrenà l'abril de 1764 al Teatre de la Santa Creu de Barcelona. Era una opera seria però per una vegada no s'ocupava de temes mitològics o d'història clàssica, sinó que se situava a la cort de Granada.